# Arabbasra
Arabbasra (azerbajdzjanska: Ərəbbəsrə) är en ort i Azerbajdzjan.   Den ligger i distriktet Yevlax Rayonu, i den centrala delen av landet, 230 kilometer väster om huvudstaden Baku. Arabbasra ligger 81 meter över havet och antalet invånare är 806.
Terrängen runt Arabbasra är platt åt sydost, men åt nordväst är den kuperad. Runt Arabbasra är det ganska glesbefolkat, med 47 invånare per kvadratkilometer.. Närmaste större samhälle är Mingelchaur, 12,9 kilometer väster om Arabbasra. 
Trakten runt Arabbasra består till största delen av jordbruksmark.